# 爱上新郎
《爱上新郎》（英語：The Wedding Planner）是亞當·夏克曼2001年首次执导的美国浪漫喜剧电影，由迈克尔·埃利斯和帕梅拉·福尔克编剧，詹妮弗·洛佩兹和马修·麦康纳主演。该片的许多场景都是在金门公园拍摄的，特别是在音乐广场（旧笛洋美术馆和旧加利福尼亚州科学院之间）、日本茶园和漢庭頓圖書館。影片男女主的第一场婚礼仪式在斯坦福大学的小教堂内拍摄。

## 电影评价
《爱上新郎》普遍受到影评人的负面评价。根据爛番茄网站收集的106条评论，该片在影评人中的评分为 "烂"，好评率为17%，平均评分为3.9/10。影评人们对该电影一致的看法是："这部浪漫喜剧电影在剧情上并不令人轻松愉快，而是显得过于粗暴和矫揉造作。此外，它也太缺乏创意了。”根据29位主流影评人的评论，Metacritic给该片打出了33分的平均分（满分100分）。